# Política de l'Uruguai

Escut de l'Uruguai.

L'Uruguai és una república democràtica parlamentària on el pluralisme dels partits polítics és respectat. Segons un estudi recent de Transparència Internacional, l'Uruguai és, al costat de Xile, el país menys corrupte d'Amèrica Llatina i el 25è al món.

## Constitució

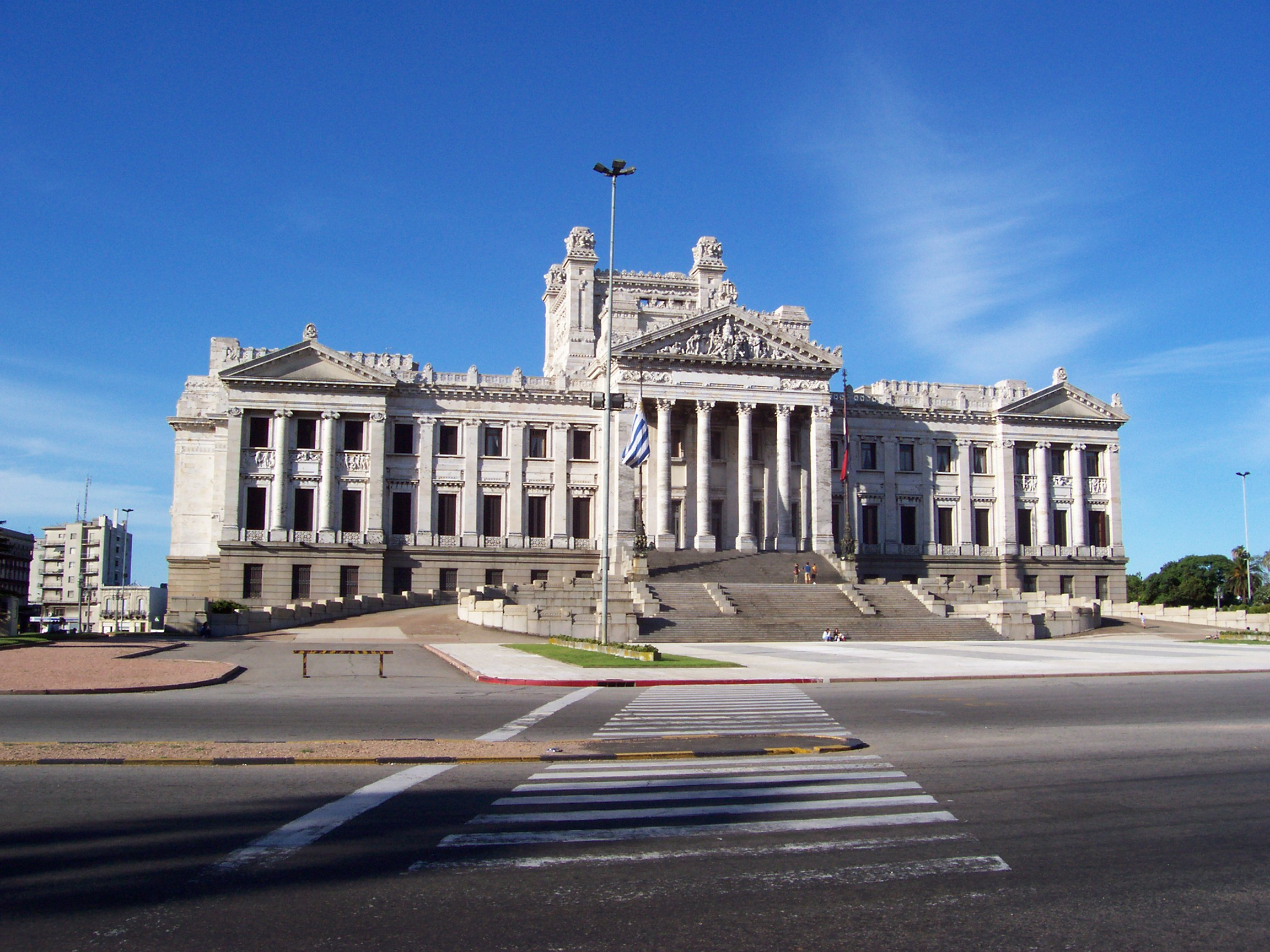
El Palau Legislatiu és la seu del Parlament.

La constitució, basada en aquella dels Estats Units (règim presidencial), es va votar el 27 de novembre de 1966, entrant en vigència el gener del 1967, i es va suspendre el 27 de juny de 1973 com a resultat de la dictadura militar. La nova constitució (dels militars) va ser rebutjada pel referèndum del 30 de novembre de 1980. Des d'aquesta data, dues reformes constitucionals van ser aprovades pels plebiscits del 26 de novembre de 1989 i del 7 de gener de 1997.

La constitució té 332 articles repartits en 19 seccions i una secció especial per als períodes de transicions especials com la guerra (Disposiciones transitorias y especiales).
- Sobirà (Soberano) : El país és unitari (unitario) i no depèn de cap potència estrangera, és pacifista i s'integra dins de les organitzacions de l'Amèrica Llatina (principalment econòmiques). S'aplica també el principi de laïcisme (Laico).
- Drets i Deures (Derechos y Deberes) : Tots els ciutadans són lliures, amb el deure (vot obligatori) de votar a la majoria d'edat (18 anys), amb dret a l'honor, a la llibertat, a la seguretat, a la feina i a la propietat privada (honor, libertad, seguridad, trabajo y propiedad). Els ciutadans són iguals davant la llei. El dret de la premsa, de reunió (sense armes), de pensament...han d'ésser respectats.
- Ciutadania (Ciudadanía) : Tota persona nascuda sobre el territori nacional té dret a la nacionalitat (vegeu nacionalitat uruguaiana); tota família estrangera resident a partir dels tres anys al país sense cap infracció i tenint un capital mínim pot demanar la nacionalitat; tota persona que hagi estat reconeguda per qualsevol mèrit (méritos relevantes) o pels serveis atorgats a la nació (servicios notables) pot també demanar la nacionalitat. La ciutadania pot ésser suspesa si la persona no pot exercir ni pensar lliurement (a causa d'ineptituds físiques o mentals), si la persona és declarada culpable d'un crim greu, si és condemnada a l'exili, si ha efectuat algunes activitats il·legals sancionades per la llei, o si ha format part d'organitzacions socials o polítiques què, mitjançant l'ús de la violència, o d'incitació a la violència, atemptin contra els valors, les bases i els principis fonamentals de la nació.[4][5]

La constitució regeix i regula també l'organització política què s'explica a continuació.

## Organització política
Els tres poders de l'Uruguai es troben separats i diferenciats:
- El poder executiu és conferit al president de la república, elegit per al càrrec per un període de cinc anys. El president és també el cap d'Estat i del govern (primer ministre); al seu costat participa el vicepresident, també elegit per cinc anys, i és l'encarregat d'exercir el càrrec de president en cas d'absència temporal o total d'aquest, tenint les seves mateixes funcions. Per a ser president, és necessari tenir almenys 35 anys. El president és el cap de les forces armades, pot proposar algunes lleis o algunes modificacions de les lleis existents al poder legislatiu, encara que no més d'una al mateix temps.
- El poder legislatiu és exercit per un poder bicameral (dues cambres) format per una Assemblea General (Asamblea General) amb 30 senadors i una Cambra de Representants (Cámara de Representantes) amb 99 membres. Els membres de les dues cambres són elegits per sufragi universal directe per a mandats de 5 anys.
- El poder judicial es troba en mans de la Cort Suprema de Justícia, on els membres són nomenats per l'Assemblea general per a un període de 10 anys. És aquest cos l'encarregat de promulgar les lleis (i les constitucions), així com l'òrgan d'última instància judicial.

### Regions
Les regions integren el país, tenen governs locals (intendencias), les quals són responsables de les regions davant el poder central, amb seu a Montevideo. Hi ha un intendent, una assemblea (junta departmental), i alguns edils per assumptes comuns (ediles), els quals són elegits també per a un període de 5 anys mitjançant el sufragi directe.

## Les persones i els partits
Des de l'1 de març de 2010 el president és José Mujica, el candidat de la coalició política d'esquerra (Front Ampli), el segon mandatari socialista de l'Uruguai després de més de 150 anys de governs de dretes.

### Els partits polítics
Des de la creació de l'Uruguai, els dos principals partits han estat el Partit Nacional (antigament Blanco) i el Partit Colorado. Des del 1994, els partits polítics han augmentat, deixant el bipartidisme per a seguir un model més pluripartidista.
- Partit Nacional (Partido Nacional o Blanco) conservadorisme
- Partit Colorado (Partido Colorado) liberalisme
- Unió Cívica (Unión Cívica)
- Partit Demòcrata Cristià (Partido Demócrata Cristiano) esquerra
- Nou Espai (Nuevo Espacio) socialdemocràcia
- Front Ampli (Frente Amplio)
- Partit Independent (Partido Independiente)
- Aliança Progressista (Encuentro Progresista)
  - Assemblea de l'Uruguai][6]
  - Tupamaros (Movimiento de Liberación Nacional Tupamaros)
  - Moviment Independent 5 de febrer de 1971 (Movimiento Independiente 5 de febrero de 1971)
  - Partit Comunista de l'Uruguai (Partido Comunista del Uruguay) comunisme
  - PSU (Partido Socialista de Uruguay) socialisme
  - Partit per la Victòria del Poble (Partido por la Victoria del Pueblo)
  - Vessant Artiguista (Vertiente Artiguista)
- Partit Liberal (Partido Liberal) liberalisme

## Política interior i exterior

### Política interior
L'Uruguai és un dels països constituents del Mercosur, al costat de l'Argentina, el Brasil i el Paraguai. Pel que fa a la política interior, el govern s'encarrega de resoldre el problema de la inflació, de reduir l'atur i el deute exterior. El govern pot reformar l'Estat, reformar el sistema financer, redefinir la posició de la política exterior, reformar l'educació i la recerca científica i tecnològica.

### Política exterior
Quant a la política exterior, el país participa a nombroses organitzacions mundials (entre elles l'ONU) o regionals. És pacífic; les FFAA han de defensar la república, en cas d'ésser atacada, amb 17.200 homes (disminució del 2% segons el report de 1983). L'Estat inverteix 217,9 milions de dòlars americans, segons les dades del 2003, per a l'exèrcit, un 2% del PIB. Les seves reclamacions territorials són les illes de la desembocadura del riu Uruguai amb l'Argentina. A més a més, el país reclama el Rincón de Artigas (extrem nord del departament d'Artigas) i l'illa Brasileira, els quals pertanyen a l'estat de Rio Grande do Sul, Brasil.